# 海野幸貞
海野 幸貞（うんの ゆきさだ）は、戦国時代から安土桃山時代にかけての武将。海野輝幸の嫡男で中務大輔を称した。

## 生涯
天文13年（1544年）、上野吾妻郡の国衆海野輝幸の嫡男として生まれた。塔原海野氏の当主三河守幸貞とは別人である。
天正8年（1580年）、幸隆の跡を継いだ昌幸が沼田城を攻略すると父輝幸とその二の丸に入った。
天正9年（1581年）吾妻郡衆が海野幸光・輝幸兄弟に謀反の疑いありと上申したため、昌幸の攻撃を受け、無実を訴えようとするも奮戦の末、父輝幸と刺し違えて自害した。
父とともに「海野塚」に葬られている。妻子は下沼田に落ちのびた。
妻は矢沢頼綱の娘であるため助命され、長女は原監物の妻、次女は禰津幸直の妻となり、嫡男原郷左衛門尉は矢沢頼綱の嘆願により許され、のちに真田信吉に従って大阪の陣に従軍し、天王寺口で討死にしている。